# 청주남원부인
청주남원부인 김씨(淸州南院夫人 金氏, 생몰년 미상)는 고려의 제3대 왕 정종의 제3비이다.

## 생애
청주 출신으로, 원보 김긍률의 딸이다. 본관은 청주이며, 혜종의 제3비인 청주원부인과는 자매간이다.
원래 청주 지역은 그 기질이 드세 반고려적 성향을 나타내며 잦은 반란을 시도하였고, 후삼국 통일 이후 고려에 충성을 바치게 된 곳이다. 혜종은 이러한 청주 지역의 힘을 규합하고 자신의 것으로 만들기 위해 청주 지역 호족의 딸을 자신의 왕비로 들이게 되었다. 그렇게 처음 입궁한 청주 출신의 왕비가 청주원부인이었다.
한편 청주원부인의 입궁 후 그 동생이 정종의 왕비가 된 것에 대해서는 현대 학자들 사이에서 몇 가지의 견해가 있다. 우선 자신의 딸이 혜종의 왕비가 되자 혜종파로 있던 김긍률이, 945년(정종 즉위년) 왕규의 역모로 인해 혜종이 힘을 잃고 정종의 세력이 커지면서 일종의 호신책으로 정종에게도 딸을 시집을 보내게 되었다는 것이다. 한편 혜종 대에 있었던 왕규와 정종, 광종 등의 사이에서 벌어진 왕권 다툼을 두고 혜종이 이러한 싸움을 무마시키려는 의도에서 자신의 처제가 되는 청주남원부인을 정종에게 시집보냈다는 견해와, 광종에게 자신의 딸(경화궁부인)을 왕비로 들인 혜종이 정종에게도 일종의 배려 차원에서 자신의 처제를 시집보냈다는 견해도 있다.
《고려사》의 〈열전〉이나 〈세가〉에는 청주남원부인의 자세한 생애에 대한 기록은 남아 있지 않다. 따라서 그녀의 생몰년이나 능지가 어디인지도 알 수 없다. 소생은 없었으며, 호는 청주남원부인(淸州南院夫人)이다.

## 가족 관계
- 아버지 : 김긍률(金兢律, 생몰년 미상)
  - 언니 : 혜종 제3비 청주원부인(淸州院夫人, 생몰년 미상)
- 시아버지 : 제1대 태조(太祖, 877~943 재위:918~943)
- 시어머니 : 신명순성왕후(莊和王后, 900?~?)
  - 남편 : 제3대 정종(定宗, 923~949 재위:945~949)